# Ulmská škola
Pozdně gotická Ulmská škola byla uměleckým centrem jihozápadního Německa, které ovlivňovalo širokou oblast od jihu Německa po Franky, Tyrolsko, Jižní Tyrolsko a švýcarský kanton Graubünden.

## Historie

### První městská ústava

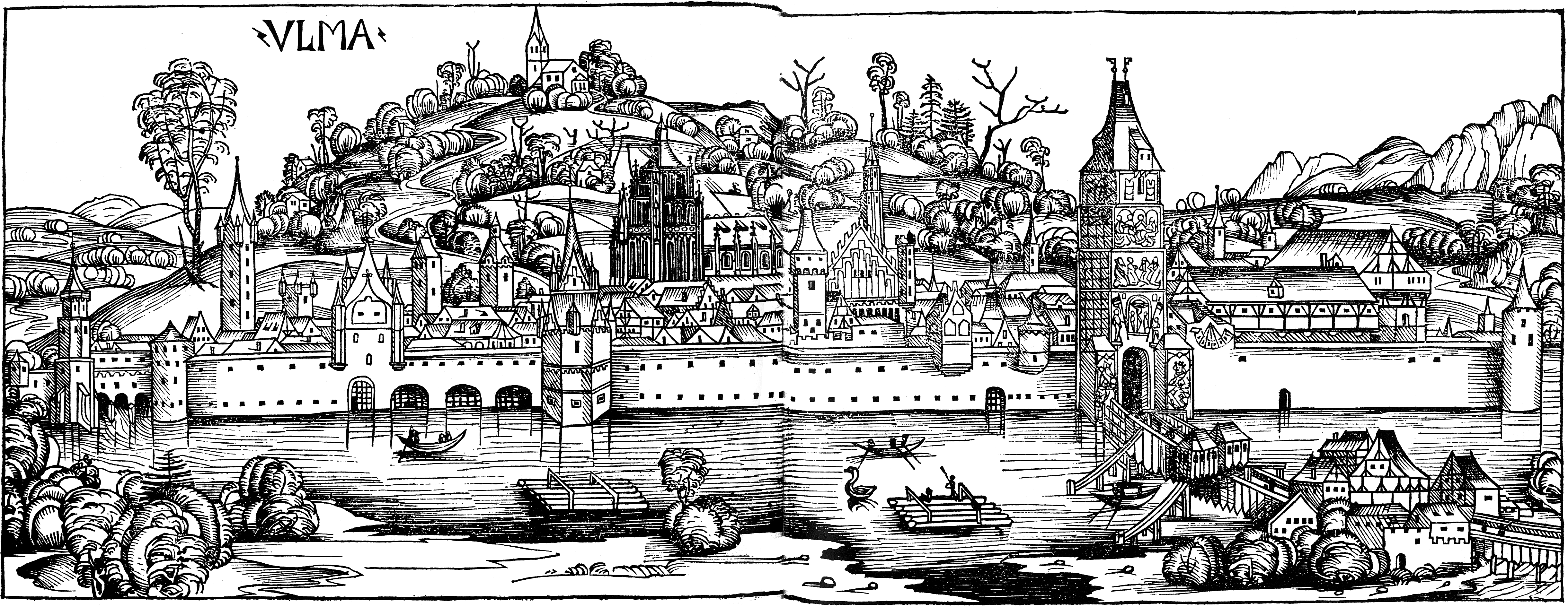
Ulm roku 1493

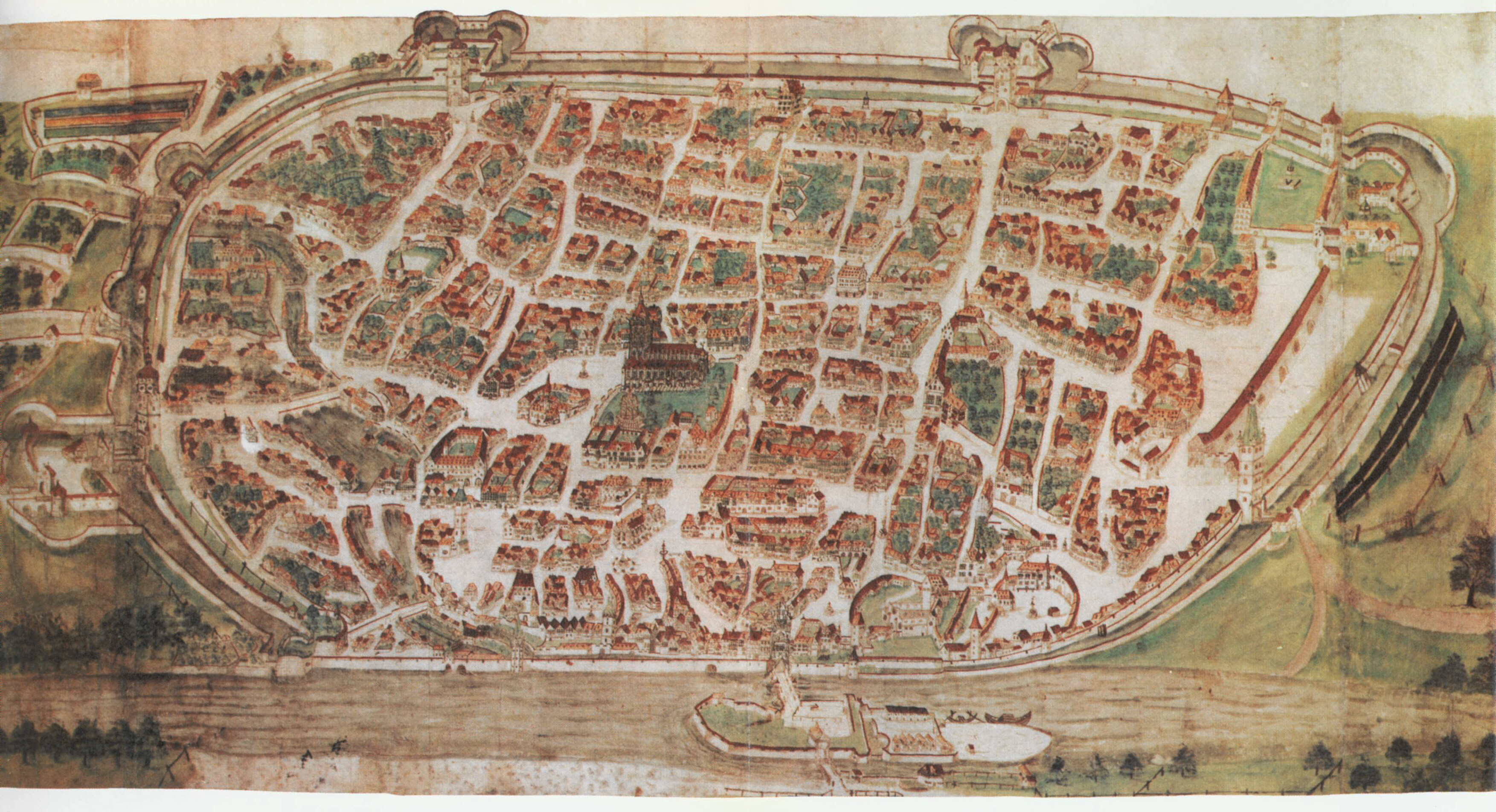
Ulm roku 1597

Ulm byl od roku 1181 svobodným říšským městem a jako sídlo panovníka - Císařská falc - soustředil velké množství obchodníků a řemeslníků. Ležel na křižovatce obchodních cest a také na hlavní poutní trase do Santiaga de Compostela. Od 13. století občané města volili svého starostu. Roku 1316 město odrazilo útok Ludvíka Bavorského. Ve 14. století se město rozrostlo čtyřnásobně. Spory mezi cechy a městským patriciátem v první polovině 14. století byly urovnány sepsáním jakési Malé ústavy města (Kleinen Schwörbriefs), která cechům dala práva rozhodovat v některých politických a právních záležitostech.

### Švábská liga
Roku 1331 vznikla první Švábská liga 22 měst na podporu císaře Ludvíka IV. Bavora, který městům zaručil, že nebudou dána do zástavy některému z poddaných. Zakládajícími členy byla města Augsburg, Heilbronn, Reutlingen a Ulm, později se připojil Württemberg, Oettingen a Hohenberg. Po smrti Ludvíka Bavora (1347) potvrdil městská privilegia císař Karel IV.
Württemberský vévoda Eberhard II. vedl několik střetů s Karlem IV. a ve snaze rozšířit své území a zrušit práva městských států, které odváděly daně přímo císaři, podnikl proti lize postupně několik vojenských tažení. Roku 1372 porazil Ligu v bitvě u Altheimu. Byl zabit vůdce ligy a porušeny závazky měst vůči císaři Karlu IV.

### Obnovená Švábská liga

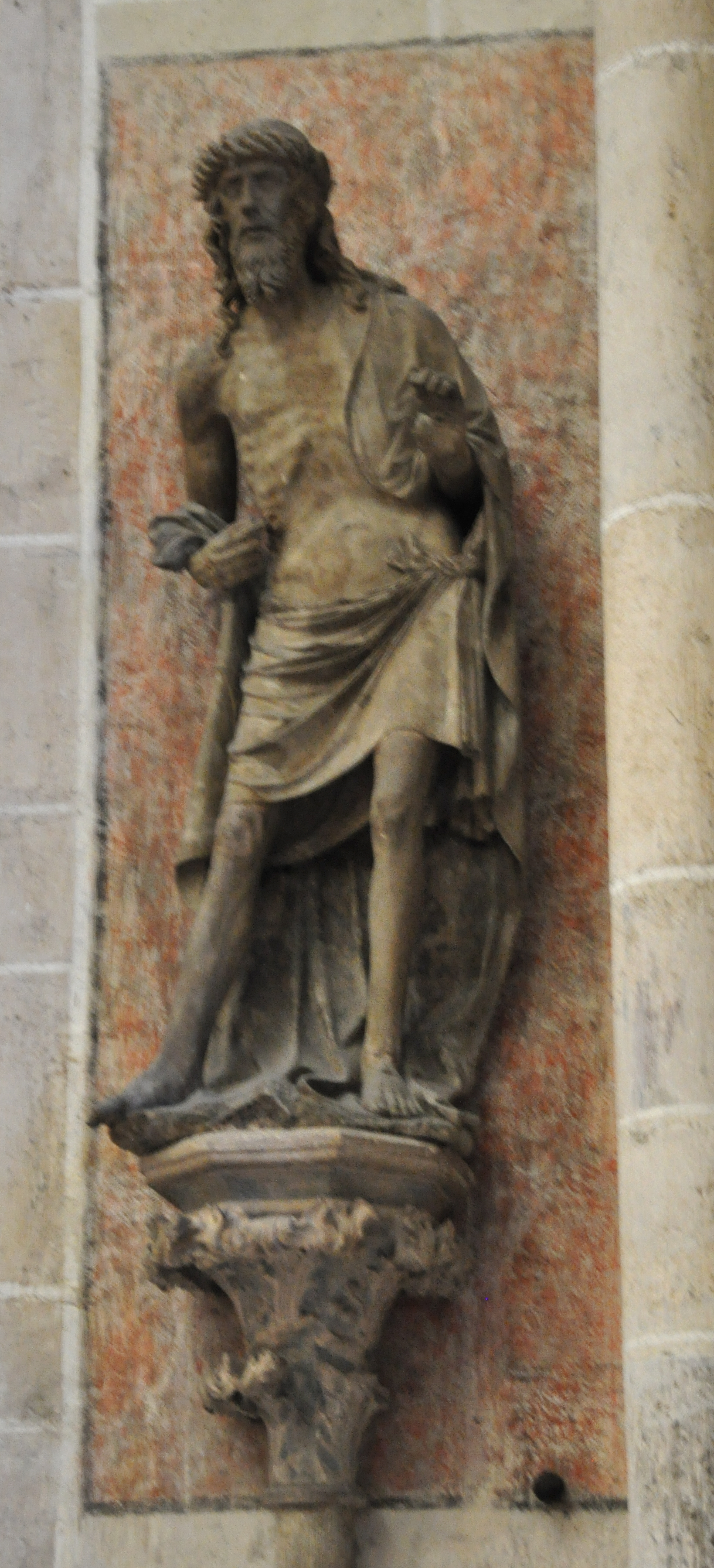
Hans Multscher, Kristus trpitel

Dne 4. července 1376 byla pod vedením Ulmu založena nová vojenská aliance čtrnácti říšských měst, jejímž cílem bylo zajistit bohaté městské svobody proti aspiracím místních princů na územní rozšíření Bavorska, Württemberska, Rakouska a dalších rozvíjejících se teritoriálních států.
Při příležitosti korunovace Václava IV. římským králem v Cáchách roku 1376, přiměl Karel IV. vojenským nátlakem Švábskou ligu, aby mu vzdala hold, obsadil Ulm a vyplenil jeho okolí. Roku 1377 zvítězila Liga v bitvě u Reutlingenu nad synem Württenberského vévody Ulrichem Württenberským. V roce 1378 vedla města boje ve Würtembersku a vyplenila Mindelheim. K lize se připojil Norimberk, Regensburg a roku 1379 také Augsburg.
V roce 1381 vznikl Spolek porýnských měst ("Rheinischer Städtebund"), který se ještě v létě 1381 spojil se Švábským spolkem ve Svaz jihoněmeckých měst („Süddeutschen Städtebund“). Roku 1385 uzavřel spolupráci se Svazem švýcarských měst („Konstanzer Bund“) a v té době zahrnoval už více než 50 královských měst. Ve válkách Svazu měst s Bavorskem (1387-1389) stál král Václav IV. zprvu na straně měst, ale podle mírové smlouvy uzavřené roku 1389 v Chebu byly nakonec městské svazy zrušeny usnesením Říšského sněmu.

### Velká městská ústava

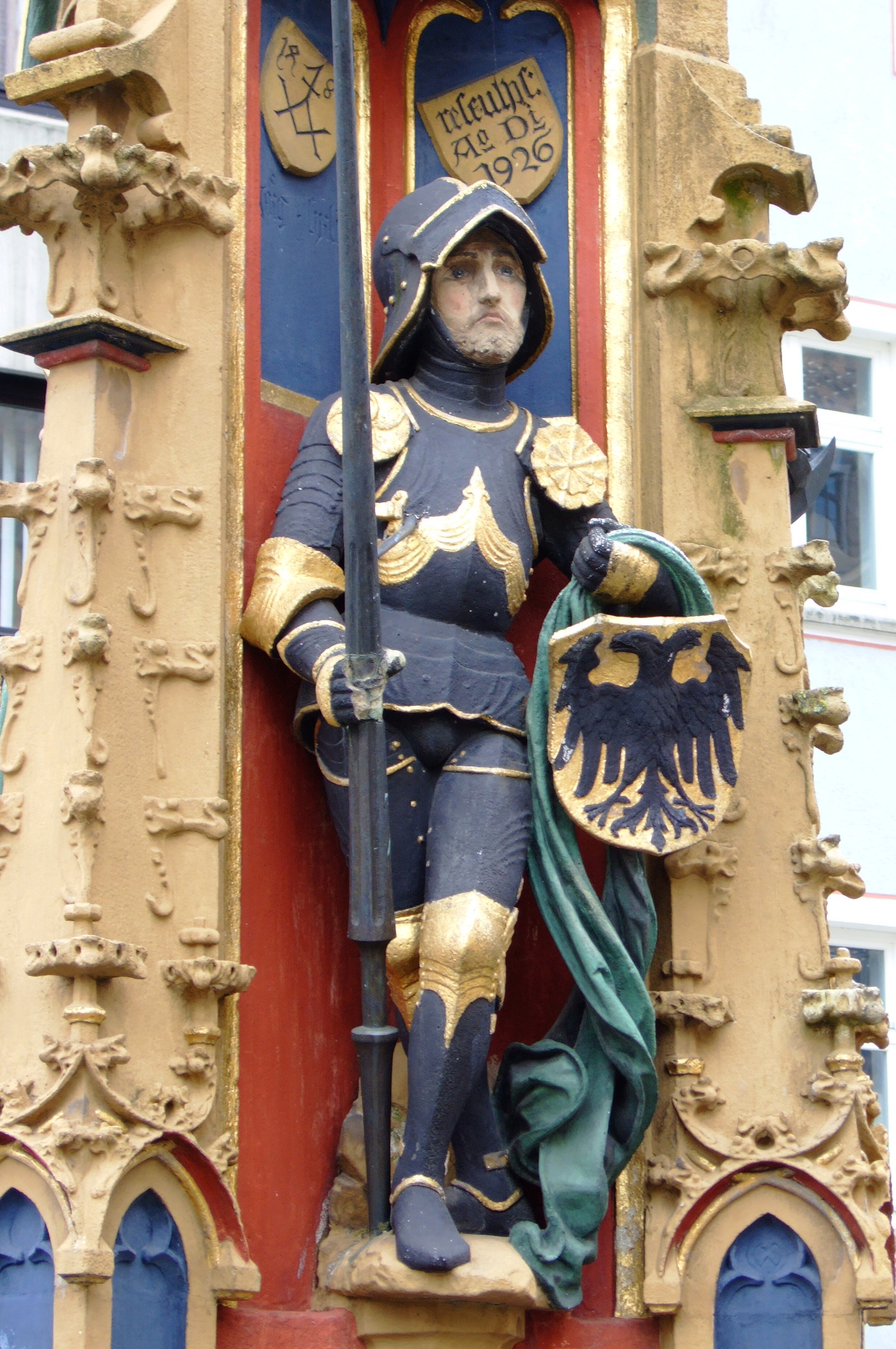
Michel Erhart, socha rytíře

Ulm měl obchodní vztahy s významnými centry v jižní Evropě a zůstal natolik vlivný, že si uhájil nezávislost. Roku 1397 zde vznikla Velká městská ústava (Der Große Schwörbrief), která nově stanovila rozdělení práv mezi cechy (30 míst) a patricije (10 míst) v městské radě.
Roku 1480 bylo v Ulmu vybudováno nové městské opevnění, přestavěné pak roku 1527 norimberským stavitelem Hansem Behamem starším podle plánů Albrechta Dürera. Město dosáhlo vrcholu rozvoje kolem roku 1500, kdy bylo po Norimberku druhým největším v Německu a zahrnovalo další tři města a 55 vesnic. Jeho bohatství tvořil obchod (železo, textil, sůl, dřevo a víno) a zároveň se stalo významným uměleckým centrem celé oblasti.
Když císař Maxmilián I. reorganizoval správu Říše římské v letech 1500-1512, stal se Ulm správním střediskem Švábského kraje (Schwäbischen Reichskreis).

### Reformace a úpadek
Město patřilo v roce 1529 k zastáncům reformace a městská Rada vyzvala občany k šíření protestantské víry. Roku 1531 se město připojilo k protestantské víře hlasováním občanstva. Následovala vlna obrazoborectví, při které bylo zbořeno více než 30 kostelů a kaplí a zničeno nebo odstraněno více než 100 oltářů (z toho jen asi 60 v Ulmské katedrále). To znamenalo také náhlý konec Ulmu jako uměleckého centra. Války císaře s protestantskou Schmalkandskou ligou (Schmalkaldischen Bund), která byla roku 1546 poražena, vedly k tomu, že Ulm ztratil 35 ze svých vesnic a byl vystaven loupežím a plenění. Katolický císař Karel V. pak zrušil Velkou městskou ústavu a pravomoc řídit město zůstala jen patriciátu.

## Umělci a dílny

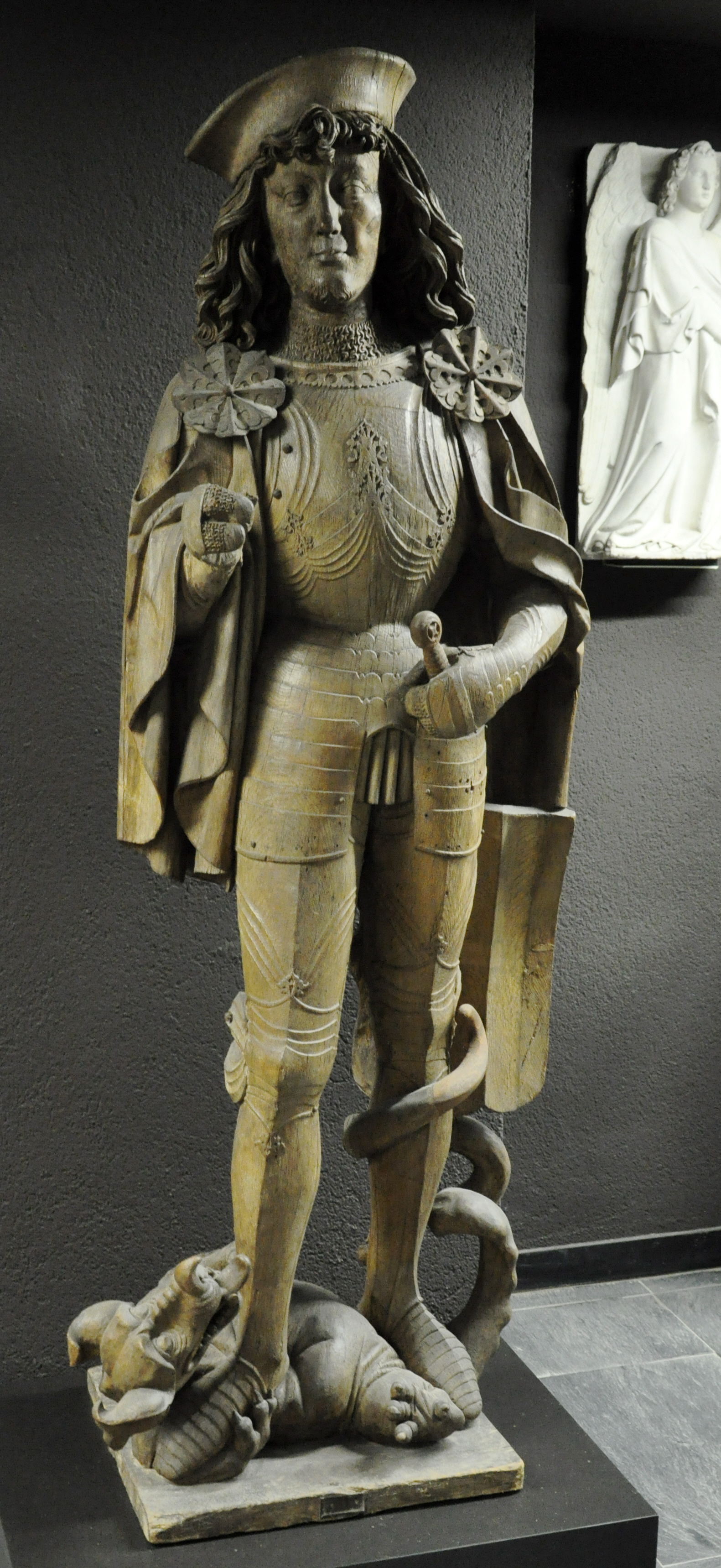
Niklaus Weckmann, Sv. Jiří

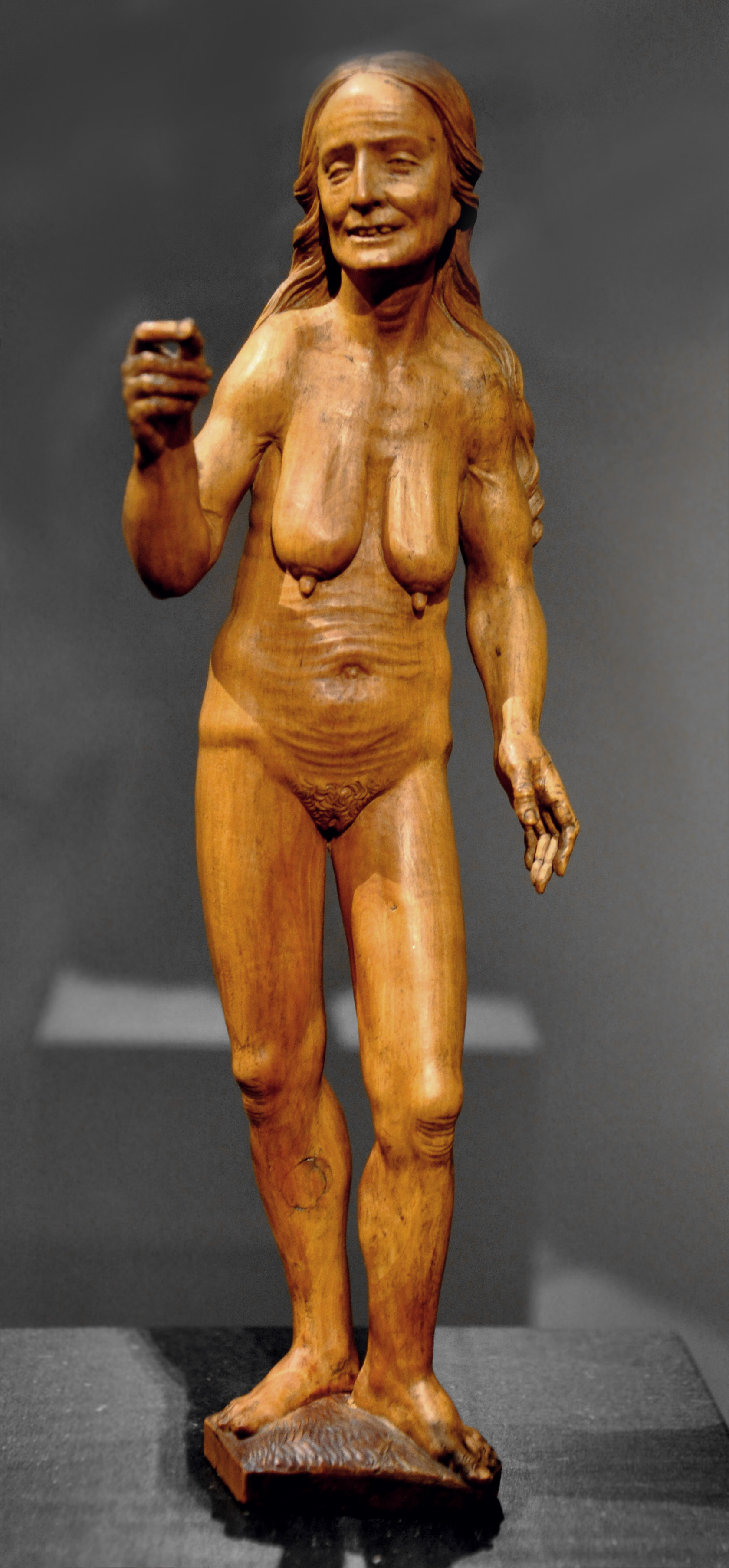
Daniel Mauch, Nahá stařena

### Nejvýznamnější umělci Ulmu
- Hans Multscher (1400-1467), sochař, malíř
- Michel Erhart (1469-1522), sochař
- Niklaus Weckmann (1481-1526), sochař
- Daniel Mauch (1477-1540), řezbář

### První generace
- Mistr Hartmann (kolem 1420)
- Hans Multscher (1400-1467), zakladatel "Ulmské školy"
- Heinrich Multscher (1400-?)
- Hans Acker (kolem 1430), malíř skla
- Jakob Acker starší (přelom 13 a 14. stol.) zakladatel rodinné dílny, malíř skla
- Jakob Acker mladší (zaznamenán 1483), oltář v Rißtissen
- Michel Erhart (1469-1522) sochař
- Gregor Erhart (1470, Ulm-1540, Augsburg), řezbář
- Hans Schüchlin (1430, Ulm-1502/05, Ulm), malíř, předseda cechu sv. Lukáše
- Bartholomäus Zeitblom (* kolem 1455, Nördlingen- kolem 1518, Ulm), malíř
- Jörg Syrlin starší a Jörg Syrlin mladší, truhláři
- Adolf Daucher (1460, Ulm-1524, Augsburg), sochař a jeho syn Hans Daucher
- Daniel Mauch (1477, Ulm-1540, Lüttich) vedoucí dílny
- Jörg Stocker, malíř a tchán Daniel Maucha, do 1496 pravděpodobný učitel Martin Schaffnera
- Niklaus Weckmann nejvyšší mistr ulmských sochařů od 1481 největší dílna v Ulmu
- Martin Schaffner (1478-1547, Ulm), malíř

#### Čeští kameníci v Ulmu roku 1420
- Jan z Prahy
- Mikuláš z Lehnice
- Vavřinec z Kroměříže[2]

### Širší okruh (spolupracující umělci)
- Bernhard Strigel, malíř (1460-1528, Memmingen)
- Hans Holbein starší, malíř, 1493 Blaubeurer Altar
- Ludwig Schongauer, malíř a rytec, mladší bratr Martina Schongauera, byl 1479-1486 ve městě Ulm, ale pak se přesunul do Augsburgu a od roku 1491 pracoval v Colmaru v Alsasku
- Hans Maler zu Schwaz (1480-1526/29, Schwaz) portrétní malíř, zejména rodiny Fuggerů

## Anonymní tvůrci
- Mistr Biberachova klanu (Meister der Biberacher Sippe)
- Mistr z Bronnweileru (Meister von Bronnweiler) – spojován s mistrem Hartmannem
- Mistr Janova pohřbu (Meister der Bestattung des Johannes), Mistr Stětí svatého Jana (Meister der Enthauptung des Johannes) – naposledy zvažováni jako mistr Blaubeurerského Ukřižování[3]
- Mistr Dornstädterského oltáře (Meister des Dornstädter Altars) – blízký Mistru Hartmannovi
- Mistr z Meßkirchu (Meister von Meßkirch) – okruh Albrechta Dürera a Hanse Schaufelina.
- Mistr oltáře z Munderkingen (Meister des Munderkinger Altars)
- Mistr Pfullendorfského oltáře (Meister des Pfullendorfer Altars)
- Mistr Talheimského oltáře (Meister des Talheimer Altars) – možné spojení s Weckmannovou dílnou
- Mistr oltáře z Tiefenbronnu (Meister des Tiefenbronner Hochaltars), řezbář – vztah s Hansem Schüchlinem, který maloval oltářní křídla je nejasný.
- Mistr Wippingenského oltáře (Meister des Wippinger Altars) – je diskutován vztah s Danielem Mauchem